# Hwang In-beom
Hwang In-beom (Daejeon, 20 september 1996) is een Zuid-Koreaans voetballer die doorgaans speelt als middenvelder.
Hwang speelde voor Daejeon Hana Citizen, Asan Mugunghwa, Vancouver Whitecaps, Roebin Kazan, FC Seoul en Olympiakos Piraeus voordat hij in september 2023 voor naar verluidt € 5 miljoen de overstap maakte naar Rode Ster Belgrado, waarmee hij in zijn enige seizoen de dubbel won. In september 2024 ondertekende hij een vierjarig contract bij Feyenoord.
Hwang won in 2018 met Zuid-Korea een gouden medaille op de Aziatische Spelen. Hij debuteerde in 2018 in het Zuid-Koreaans voetbalelftal, waarmee hij in 2022 deelnam aan het WK, in 2019 en 2024 deelnam aan het Aziatisch kampioenschap en in 2019 het Oost-Aziatisch kampioenschap won.

## Clubcarrière

### Daejeon Hana Citizen
Hwang debuteerde op 21 maart 2015 in het betaald voetbal in de K League voor Daejeon Hana Citizen, dat die dag met 5–0 verloor van Jeju United. Hij werd op 30 mei 2015 op 18-jarige leeftijd de jongste doelpuntenmaker ooit voor Daejeon Hana Citizen met zijn doelpunt in het met 2–1 verloren competitieduel tegen Pohang Steelers. Daejeon Hana Citizen degradeerde dat seizoen uit het hoogste niveau van Zuid-Korea, maar Hwang groeide uit tot een van de meest belovende talenten van zijn generatie. Hwang ging in 2018 spelen voor de politieclub Asan Mugunghwa om zijn militaire dienst alvast te doorlopen. Nadat hij met Zuid-Korea een gouden medaille won op de Aziatische Spelen en daarmee werd vrijgesteld van de militaire dienst, keerde hij in september 2018 terug bij Daejeon Hana Citizen.

### Vancouver Whitecaps
In 2019 toonde Hamburger SV interesse om Hwang over te nemen maar Daejeon Hana Citizen, maar Hwang vertrok naar Vancouver Whitecaps, dat meer geld bood. In de Verenigde Staten debuteerde Hwang op 3 maart 2019, als basisspeler in een met 2–3 verloren wedstrijd tegen Minnesota United in de Major League Soccer. Op 18 april 2019 maakte hij zijn eerste doelpunt voor Vancouver Whitecaps. Het was het enige doelpunt van de competitiewedstrijd tegen Los Angeles FC. Hwang werd op 25 september 2019 bij Vancouver Whitecaps benoemd tot Most Promising Player van 2019. Hij evenaarde vijf dagen later tegen LA Galaxy (4–3 winst) een clubrecord van Alphonso Davies door drie assists te leveren in één competitiewedstrijd, waarna hij werd benoemd in het Team van de Week in de Major League Soccer.

### Roebin Kazan

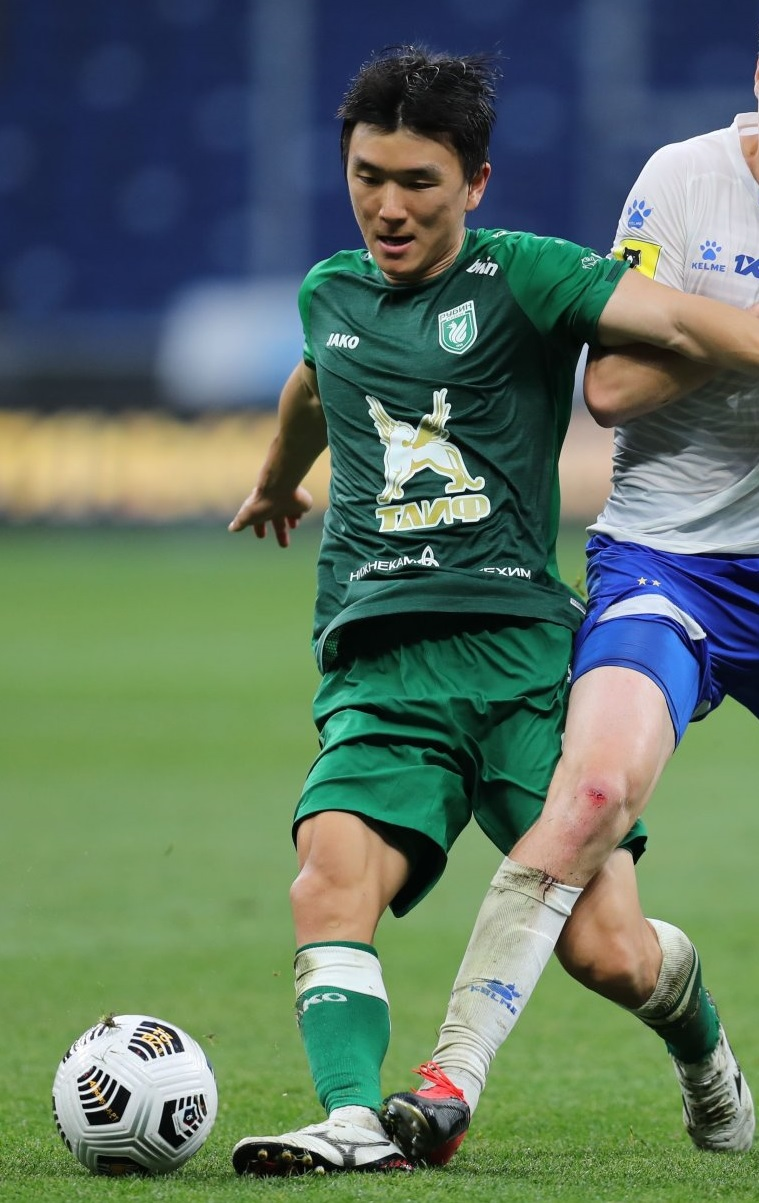
Hwang namens Roebin Kazan in september 2020

Hwang maakte in augustus 2020 voor naar verluidt € 2,5 miljoen de overstap naar Roebin Kazan. Hij debuteerde in Rusland in de competitiewedstrijd tegen CSKA Moskou (1–2 winst) op 22 augustus 2020, als vervanger van Oleg Sjatov. Vier dagen later maakte hij zijn eerste doelpunt voor de club, waarmee hij bijdroeg aan een 3–0 competitiezege op FK Oefa. In zijn eerste seizoen bij Roebin Kazan werd Hwang verhinderd door een besmetting met COVID-19 en een enkelblessure, maar was hij een belangrijke speler. Hij speelde op 12 augustus 2021 voor het eerst in het internationale clubvoetbal. Roebin Kazan verloor die dag na een verlenging van Raków Częstochowa in de voorronden van de UEFA Europa Conference League. Naar aanleiding van de Russische invasie van Oekraïne besloot de FIFA in april 2022 dat de contracten van buitenlandse spelers in de Russische competitie opgeschort werden. Hwang maakte daarop tijdelijk een terugkeer naar Zuid-Korea om te spelen bij FC Seoul. Hij debuteerde op 5 mei 2022 voor FC Seoul tegen Jeonbuk Hyundai Motors in de K League (1–1).

### Olympiakos Piraeus
De FIFA besloot in juni 2022 om buitenlandse spelers in Rusland de mogelijkheid te geven transfervrij naar andere competities te vertrekken. Vervolgens tekende Hwang een permanent contract bij FC Seoul, om een week later een contract te ondertekenen bij Olympiakos Piraeus. Hij scoorde bij zijn debuut voor Olympiakos Piraeus, op 18 augustus 2022 tegen Apollon Limasol in de voorronden van de UEFA Europa League. Hij debuteerde op 29 augustus 2022 tegen Asteras Tripolis in de Super League. Voor zijn prestaties in februari 2023 werd Hwang met 47,71% van de stemmen benoemd tot Speler van de Maand in de Griekse competitie. Na afloop van het seizoen 2022/23 werd Hwang door fans benoemd tot beste speler van Olympiakos Piraeus van de competitie met 30,11% van de stemmen en tot tweede beste speler van de algehele competitie met 19,11% van de stemmen. Hwang werd na zijn eerste seizoen bij de club echter uit de selectie gezet na een conflict met de club, waarbij Hwang meende een eenjarig contract met een optie voor twee jaar te hebben, terwijl Olympiakos Piraeus meende dat Hwang een driejarig contract had getekend. Vervolgens toonden onder andere Internazionale en Atalanta Bergamo interesse om Hwang over te nemen.

### Rode Ster Belgrado
Hwang maakte in september 2023 de overstap naar Rode Ster Belgrado, dat naar verluidt zijn transferrecord verbrak door zo'n € 5 miljoen voor hem te betalen aan Olympiakos Piraeus. Hij debuteerde voor Rode Ster Belgrado op 16 september 2023, als vervanger van Kings Kangwa bij een 2–1 nederlaag tegen FK Čukarički in de Superliga. Drie dagen later kwam hij voor het eerst in actie in de UEFA Champions League, bij een 3–1 nederlaag tegen titelverdediger Manchester City. Hwang scoorde tegen Mladost Lučani in de competitie op 9 december 2023 voor het eerst namens Rode Ster Belgrado. Vier dagen later was hij wederom trefzeker, ditmaal tegen Manchester City in de UEFA Champions League. Rode Ster Belgrado zette een wereldrecord neer door 122 thuiswedstrijden op rij in de competitie te winnen. Hij gaf op 21 mei 2024 een assist op Uroš Spajić in de finale van de Servische beker. Met een 1–2 overwinning tegen FK Vojvodina won Rode Ster Belgrado de dubbel.

### Feyenoord
Hwang ondertekende op 2 september 2024, de slotdag van de transferperiode, een vierjarig contract bij Feyenoord. Hij debuteerde op 19 september 2024 voor zijn nieuwe club, als basisspeler in een 0–4 nederlaag tegen Bayer Leverkusen. Drie dagen later maakte hij ook zijn debuut in de Eredivisie, tegen NAC Breda (2–0 winst). Hij werd in zijn eerste maand bij Feyenoord direct benoemd tot Koning van de Maand door supporters van de club. Op 6 oktober 2024 maakte Hwang zijn eerste doelpunt voor Feyenoord, bij een 2–1 competitiezege op FC Twente. Voor zijn prestaties in oktober 2024, waarin hij ook een assist gaf in de uitwedstrijd tegen Go Ahead Eagles (1–5 winst), werd hij opgenomen in het Team van de Maand in de Eredivisie. Hwang miste in de eerste maanden van 2025 meerdere wedstrijden wegens blessureleed.

## Clubstatistieken
| Seizoen         | Club                 | Competitie          | Competitie | Competitie | Beker | Beker | Continentaal | Continentaal | Overig | Overig | Totaal | Totaal |
| Seizoen         | Club                 | Competitie          | Wed.       | Dlp.       | Wed.  | Dlp.  | Wed.         | Dlp.         | Wed.   | Dlp.   | Wed.   | Dlp.   |
| --------------- | -------------------- | ------------------- | ---------- | ---------- | ----- | ----- | ------------ | ------------ | ------ | ------ | ------ | ------ |
| 2015            | Daejeon Hana Citizen | K League 1          | 14         | 4          | 1     | 0     | —            | —            | —      | —      | 15     | 4      |
| 2016            | Daejeon Hana Citizen | K League 2          | 35         | 5          | 2     | 0     | —            | —            | —      | —      | 37     | 5      |
| 2017            | Daejeon Hana Citizen | K League 2          | 32         | 4          | 3     | 0     | —            | —            | —      | —      | 35     | 4      |
| 2018            | → Asan Mugunghwa     | K League 2          | 18         | 1          | 0     | 0     | —            | —            | —      | —      | 18     | 1      |
| 2018            | Daejeon Hana Citizen | K League 2          | 7          | 2          | 0     | 0     | —            | —            | —      | —      | 7      | 2      |
| 2019            | Vancouver Whitecaps  | Major League Soccer | 34         | 3          | 1     | 1     | —            | —            | —      | —      | 35     | 4      |
| 2020            | Vancouver Whitecaps  | Major League Soccer | 2          | 0          | —     | —     | —            | —            | 4      | 0      | 6      | 0      |
| 2020/21         | Roebin Kazan         | Premjer-Liga        | 18         | 3          | 2     | 1     | —            | —            | —      | —      | 20     | 4      |
| 2021/22         | Roebin Kazan         | Premjer-Liga        | 17         | 2          | 0     | 0     | 1            | 0            | —      | —      | 18     | 2      |
| 2022            | → FC Seoul           | K League 1          | 9          | 0          | 1     | 0     | —            | —            | —      | —      | 10     | 0      |
| 2022/23         | Olympiakos Piraeus   | Super League        | 32         | 3          | 3     | 1     | 5            | 1            | —      | —      | 40     | 5      |
| 2023/24         | Rode Ster Belgrado   | Superliga           | 27         | 5          | 2     | 0     | 6            | 1            | —      | —      | 35     | 6      |
| 2024/25         | Rode Ster Belgrado   | Superliga           | 5          | 0          | 0     | 0     | 2            | 0            | —      | —      | 7      | 0      |
| 2024/25         | Feyenoord            | Eredivisie          | 13         | 2          | 2     | 0     | 7            | 0            | 0      | 0      | 22     | 2      |
| Carrière totaal | Carrière totaal      | Carrière totaal     | 263        | 34         | 17    | 3     | 21           | 2            | 4      | 0      | 305    | 39     |

Bijgewerkt t/m 3 maart 2025.

## Interlandcarrière

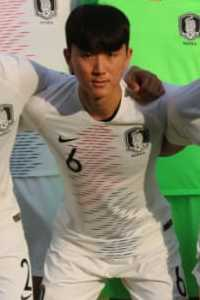
Hwang namens Zuid-Korea in november 2019

Hwang speelde voor zijn land bij de onder-17, onder-20 en de onder-23. In 2018 won hij met Zuid-Korea een gouden medaille op de Aziatische Spelen. Hwang debuteerde op 7 september 2018 voor het Zuid-Koreaans voetbalelftal door Nam Tae-hee te vervangen in een met 2–0 gewonnen oefeninterland tegen Costa Rica. Op 16 oktober 2018 maakte hij zijn eerste interlanddoelpunt, bij een 2–2 gelijkspel tegen Panama. Hwang kwam in januari 2019 in actie in alle vijf de wedstrijden van Zuid-Korea op het Aziatisch kampioenschap in de Verenigde Arabische Emiraten. Zuid-Korea werd in de kwartfinales uitgeschakeld door Qatar. Hwang werd door ESPN benoemd tot het Team van het Toernooi. Hij scoorde in december 2019 tegen Hongkong en Japan op het Oost-Aziatisch kampioenschap, een toernooi dat door Zuid-Korea als gastland werd gewonnen met uitsluitend overwinningen. In juli 2022 eindigde Zuid-Korea als tweede op het Oost-Aziatisch kampioenschap, achter gastland Japan. Hwang speelde op het toernooi mee in de openingswedstrijd tegen China. Hij werd op 12 november 2022 door bondscoach Paulo Bento opgenomen in de Zuid-Koreaanse selectie voor het WK 2022 in Qatar. Zuid-Korea overleefde een groep met Uruguay, Ghana en Portugal met vier punten, waarna het in de achtste finales werd uitgeschakeld met een 4–1 nederlaag tegen Brazilië. Hwang kwam op het toernooi in iedere wedstrijd in actie. Hij scoorde op 15 januari 2024 in de openingswedstrijd van Zuid-Korea van het Aziatisch kampioenschap tegen Bahrein. Hwang kwam vervolgens in iedere wedstrijd van Zuid-Korea op het toernooi in Qatar in actie, totdat het elftal in de halve finales werd uitgeschakeld met een 2–0 nederlaag tegen Jordanië.

## Speelstijl
Hwang is beschreven als "een technisch vaardige middenvelder, een spelmaker die veel passes verstuurt." Toen Hwang in 2019 voor Vancouver Whitecaps ging spelen, benoemde trainer Marc Dos Santos dat Hwang "erg comfortabel met de bal" was en "een erg goede laatste pass" had. Hwang ontwikkelde zich bij Vancouver Whitecaps en Roebin Kazan tot een box-to-box-middenvelder, waarbij hij geprezen werd als spelmaker. Op het Aziatisch kampioenschap van 2019 viel Hwang bij ESPN op als "creatief en intelligent". Tijdens het Aziatisch kampioenschap van 2023 werd Hwang bekritiseerd toen het hem niet lukte om een brug tussen de verdediging en de aanval te zijn en in plaats daarvan veel balverlies leed. In september 2024 is Hwang in Voetbal International beschreven als een "goede verbindingsspeler" die opvalt met zijn individuele acties, passes, spelhervattingen en loopvermogen, zonder vaste positie op het veld en agressief in het verdedigen.

## Erelijst
Rode Ster Belgrado
- Superliga: 2023/24
- Servische beker: 2023/24

 Zuid-Korea
- Gouden medaille Aziatische Spelen: 2018
- Oost-Aziatisch kampioenschap: 2019

Persoonlijk
- Speler van het Seizoen van Olympiakos Piraeus in de Super League: 2022/23[7]
- Super League Speler van de Maand: februari 2023[6]
- Vancouver Whitecaps Meest Belovende Speler: 2019[2]
- Team van de Maand in de Eredivisie: oktober 2024[12]